# Bereinigte Normalform
In der Prädikatenlogik heißt eine Formel bereinigt, wenn
1. keine Variable in der Formel einmal als freie und als gebundene Variable vorkommt,
2. hinter jedem Quantor eine andere Variable steht.

Zu jeder Formel gibt es eine äquivalente bereinigte Formel.
Jede Formel {\displaystyle F} lässt sich durch geeignete, gebundene Umbenennung in eine bereinigte Form überführen.

## Beispiel
{\displaystyle F:=\forall x\exists y\left(P\left(x,y\right)\wedge Q\left(x,z\right)\right)}
{\displaystyle G:=\exists u\left(\forall vP\left(u,v\right)\vee Q\left(v,v\right)\right)}

In der Formel {\displaystyle F} sind die Variablen {\displaystyle x} und {\displaystyle y} gebunden und {\displaystyle z} ist frei. {\displaystyle F} ist somit bereinigt. In der Formel {\displaystyle G} sind alle Vorkommen der Variable {\displaystyle u} gebunden, allerdings tritt {\displaystyle v} sowohl gebunden als auch frei auf. {\displaystyle G} ist daher nicht in bereinigter Form. Eine Überführung für {\displaystyle G} ist folgende Umbenennung (bei der Umbenennung müssen die gebundenen Variablen umbenannt werden):
{\displaystyle G':=\exists u\left(\forall wP\left(u,w\right)\vee Q\left(v,v\right)\right)}